# Richard Bedford Bennett
Richard Bedford Bennett (ur. 3 lipca 1870, zm. 26 czerwca 1947) – premier Kanady z ramienia Partii Konserwatywnej od 7 sierpnia 1930 do 23 października 1935.

## Życiorys
Urodził się w Hopewell Hill w Nowym Brunszwiku. Odbył studia prawnicze na lokalnym Uniwersytecie Dalhousie i otrzymał dyplom w 1893. Zanim zaangażował się w politykę, był nauczycielem, prawnikiem i biznesmenem. W 1911 został wybrany do Izby Gmin Parlamentu Kanady. W 1926 została mu powierzona teka ministra finansów, a w 1927 został liderem Partii Konserwatywnej.
Po wygranych wyborach w 1930, pokonawszy Kinga, w momencie gdy rozpoczynał się wielki kryzys, Bennett próbował z nim walczyć, zacieśniając więzi gospodarcze z Anglią, jednakże bez większego skutku. Ostatecznie, już pod koniec urzędowania, zdecydował się na wprowadzenie programu robót publicznych podobnego do amerykańskiego New Deal. Zanim jednak nastąpiła wyraźna poprawa sytuacji ekonomicznej, Bennett stracił władzę w wyniku wyborów w 1935.
Wkrótce po przegranej Bennett wycofał się z czynnej polityki, a w 1938 wyemigrował do Anglii. Zmarł w 1947 i został pochowany na St. Michael's Churchyard Cemetry w Mickleham, w Anglii.